# Zuid Haffel
Zuid Haffel is een polder en buurtschap in de gemeente Texel in de provincie Noord-Holland.
Zuid Haffel is een van de oudste polders van het Nederlandse waddeneiland Texel. Al aan het eind 13e eeuw en begin 14e eeuw werd het gebied bedijkt. In 1350 verleende Jan van Henegouwen toestemming om een stuk zeedijk aan te leggen tussen Tjarkshorn en de Lyortsweg. Deze namen zijn van Friese oorsprong en genoemd naar mansnamen. De droog te leggen gronden behoorden tot de gedeeltelijk al bestaande polder Zuid Haffel. Rond 1500 werd Zuid Haffel als buurtschap Zuidhaffelt genoemd.
De weg die door de buurtschap liep, heette toen Burenweg en later Zuidhaffelderweg. Nu heet de weg Zuid Haffel. Er bestaat ook een boerderij met de naam Zuidhaffel, die gelegen is aan de Waterweg. De boerderij stamt waarschijnlijk  al uit de 16e eeuw. Er was ooit een plan om dit rijksmonument om te zetten naar een museum, maar het plan ging niet door en in 1969 werd de boerderij gerestaureerd.
Dorpen en gehuchten: 't Horntje · De Cocksdorp · De Koog · De Waal · Den Burg · Den Hoorn · Oosterend · Oudeschild

Buurtschappen: Bargen · Burger Nieuwland · De Kuil · De Naal ·  De Nes · De Westen · Dijkmanshuizen · Driehuizen · Harkebuurt · Het Noorden · Midden-Eierland · Molenbuurt · Nieuweschild · Noord Haffel · Noorderbuurt · Ongeren · Oost · Spang · Spijkdorp · Tienhoven · Westergeest · Westermient · Zevenhuizen · Zuid-Eierland · Zuid Haffel

Noord-Holland: Steden en dorpen in Noord-Holland      Nederland: Provincies · Gemeenten